# Enallagma hageni
Enallagma hageni ist eine Kleinlibellenart aus der Familie der Schlanklibellen (Coenagrionidae), die in Kanada und im Norden Nordamerikas weit verbreitet ist und in nördlichen Breiten sehr häufig werden kann. Besiedelt werden offene Sumpfgelände, Seen und Teiche mit dichter Vegetation und auch Moortümpel. Enallagma hageni ist ein typischer Vertreter der artenreichen Gruppe blau gefärbter Becherjungfern. Sie ist den anderen Mitgliedern der Gattung zum Verwechseln ähnlich, vor allem der ihr auch in den ökologischen Ansprüchen nahezu gleichenden Enallagma ebrium. Die Erstbeschreibung der Art erfolgte durch Benjamin Dann Walsh im Jahr 1863, das Artepitheton ehrt den Entomologen Hermann August Hagen.

## Merkmale
Enallagma hageni ist eine typische Schlanklibelle mit einer Körperlänge von 27 bis 33 Millimetern und einer Länge der Hinterflügel von 15 bis 21 Millimetern und gehört damit innerhalb der Gruppe blau gefärbter Becherjungfern eher zu den kleinen Vertretern. Die Männchen haben eine hellblaue Grundfarbe mit tropfenförmigen und ebenfalls blauen Postokularflecken auf der dem Körper zugewandten Seite der Facettenaugen. Diese sind mit der Spitze zueinander ausgerichtet und über eine Linie miteinander verbunden. Die Augen sind oberseits dunkel, so dass sie wie von einer Kappe bedeckt wirken. Auf der Oberseite des Thorax befindet sich ein breiter schwarzer Mittelstreifen mit beidseits leicht schmaleren, hellen Antehumeralstreifen. Die folgenden dunklen Humeralstreifen sind von ähnlicher Breite. Auf den darunterliegenden hellblauen Thoraxseiten befinden sich zwei kurze schwarze Streifen, der obere ist, wie für die Becherjungfern typisch, nur sehr rudimentär oder gar nicht ausgebildet, so dass die Seitenflächen wie ohne Zeichnung wirken. Das lang gestreckte Abdomen ist mit einer schlanklibellentypischen Zeichnung versehen. Am unteren Ende des zweiten Segments befindet sich ein schwarzer Punkt, der bei den meisten Exemplaren mit dem anschließenden kaudal gelegenen Ring verschmilzt. Auch auf den weiteren Segmenten drei bis fünf befinden sich schmale schwarze Ringe, die sich dorsal ausweiten und zu den hinteren Segmenten an Breite zunehmen. Die Segmente sechs und sieben sind oberseits überwiegend schwarz, wobei die spitz zulaufende Zeichnung den Ring des davor liegenden Segmentes berührt. Das achte und neunte Abdominalsegment sind ohne Zeichnung und damit blau, das zehnte oberseits ganz schwarz.
Das Abdomen der Weibchen ist kräftiger gebaut als das der Männchen und oberseits gänzlich mit einer schwarzen torpedoförmigen Zeichnung bedeckt, so dass die Abdominalsegmente jeweils nur am vorderen Rand der Segmente drei bis acht einen hellen Ring zeigen. Vor dem Legebohrer auf dem achten Hinterleibssegment befindet sich ein abstehender Dorn. Die Thoraxzeichnung entspricht der der Männchen. Wie in der Unterfamilie der Ischnurinae nicht ungewöhnlich, treten die Weibchen in verschiedenen Farbvarianten auf. Es gibt eine androchrome, wie die Männchen gefärbte blaue Form, sowie die entweder blassbraun oder grünlich gefärbten heterochromen Formen. Die Augen der Weibchen sind farblich horizontal geteilt, der untere Teil ist bräunlich oder grünlich, der obere braun. Auf dem unteren hellen Teil zeichnet sich meist noch ein dunkler horizontaler Streifen ab.

## Ähnliche Arten
Eine relativ junge evolutionäre Aufsplittung hat in Nordamerika zu einer großen Anzahl teilweise sehr ähnlicher und nur schwer unterscheidbarer Arten geführt. Allerdings werden die Becherjungferngesellschaften häufig nur aus einer Art gebildet und einmal bestimmt, kann davon ausgegangen werden, dass alle Exemplare dieser Population nur dieser Art angehören. Präferenzen für verschiedene, auf den ersten Blick sehr ähnlich erscheinende, Habitattypen scheinen sie zu trennen, wenn auch diese Mechanismen noch nicht vollständig verstanden sind.
Männchen von Enallagma hageni sind kaum von denen von Enallagma ebrium zu unterscheiden, eine Differenzierung kann nur anhand der männlichen Hinterleibsanhänge erfolgen, deren Details eventuell bei Betrachtung aus der Nähe wahrgenommen werden können. Bei E. hageni ist in der Lateralsicht nur ein einziger horizontaler Dorn zu sehen, während sich die Cerci bei E. ebrium in zwei, etwa gleich lange, Auswüchse gabeln.
Auch die Weibchen sind praktisch identisch zu den Weibchen von E. ebrium und lassen sich nur anhand der Ausformung des Prothorax und dessen typischer Form des Hinterrandes unterscheiden. Bei E. hageni ist dieser in weiten Teilen nach oben und dabei deutlich über den Thorax aufgewölbt, während die Bereiche bei E. ebrium flach sind.
Ebenfalls nur sehr schwierig von Enallagma hageni, wie auch von E. ebrium, zu unterscheiden sind die sehr ähnlichen Männchen von Enallagma annexum, Enallagma boreale, Enallagma civile und Enallagma vernale. Diese sind jedoch deutlich größer und bis auf E. civile verschmilzt bei diesen, zumindest im Überlappungsgebiet der Verbreitung mit E. hageni, die pilzförmige Zeichnung des zweiten Abdominalsegments nicht mit dem anschließenden Ring. Weitere gemeinsam vorkommende blaue Schlanklibellen zeichnen sich durch größere Schwarzanteile auf den mittleren Abdominalsegmenten aus. Auch die Weibchen von E. hageni können mit den Weibchen von Enallagma anna, Enallagma carunculatum, Enallagma civile und Coenagrion resolutum verwechselt werden, die eine ebenfalls komplett schwarze Abdomenoberseite besitzen.

## Verbreitung

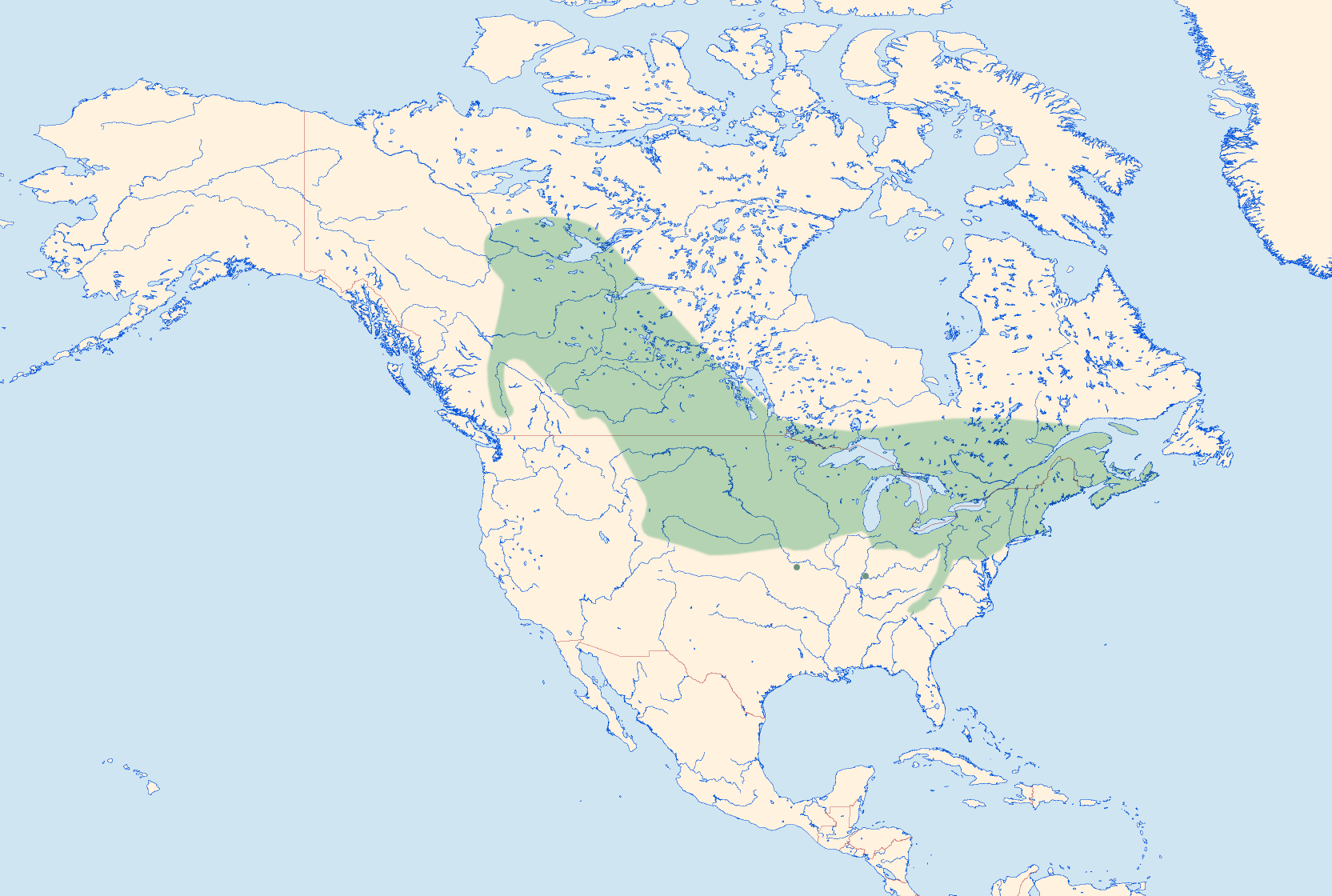
Verbreitung von Enallagma hageni

Das Verbreitungsgebiet von Enallagma hageni reicht westlich der Rocky Mountains von den südlichen Nordwest-Territorien bis Wyoming und östlich über Maryland und Indiana bis Nova Scotia; in Bergregionen südlich bis Georgia.
Odonatologische Aufzeichnungen von Francis Whitehouse aus dem Jahr 1918 für Alberta, in denen eigentlich nicht schwer aufzufindende Arten wie Enallagma carunculatum, Enallagma clausum und Enallagma ebrium und eben auch Enallagma hageni fehlen, legen nahe, dass diese ihr Territorium in den letzten Dekaden deutlich nach Norden ausgeweitet haben müssen.

## Lebensweise
Enallagma hageni kann in den nördlichen Breiten sehr häufig werden. Besiedelt werden offene Sumpfgelände, Seen und Teiche mit dichter Vegetation und auch Moortümpel. Im Norden ist E. hageni meist die häufigste Libellenart großer Seen.
Die Männchen ruhen auf Stängeln der Sumpfvegetation oder Algenmatten nah der Gewässer und fliegen – typisch für die Becherjungfern – über dem offenen Wasser. Die Libellen sammeln sich zur Paarung nahe dem Wasser, die Paarungsräder erreichen das Reproduktionsgewässer am Nachmittag. Die Paarung dauert durchschnittlich 22 Minuten, dann verbleiben die Libellen bis zur anschließenden Eiablage durchschnittlich 58 Minuten im Tandem. Nach DuBois erfolgt die Eiablage mit angekoppeltem Männchen, ohne dass das Weibchen dabei vollständig untertaucht. Paulson gibt dagegen an, dass sich das Weibchen meist ohne angekoppeltes Männchen unter Wasser begibt und dort bis zu einer halben Stunde mit der Eiablage in verschiedene flutende tote oder lebende Pflanzenstängel verbringt. Die Männchen verbleiben für gewöhnlich über der Wasseroberfläche und warten auf das Wiederauftauchen der Weibchen, doch kommt es oft zu Verpaarungen mit anderen suchenden Männchen, die die wiederaufgetauchten Weibchen zuerst erreichen und aus dem Wasser ziehen. Bis zum Schlupf der Larven vergehen drei Wochen, deren Entwicklung dauert nahezu ein Jahr, wobei die Überwinterung in einer der letzten Larvenstadien erfolgt.
Die Flugzeit der Imagines differiert mit der Verbreitung. Im Nordwesten des Verbreitungsgebietes in British Columbia liegt sie zwischen Juni und Juli, in Alberta reicht sie bis in den August und in Nebraska bis September. In Ontario schlüpft E. hageni bereits im Mai und fliegt bis in den September, in Québec und Wisconsin ab Juni bis September und in New York zwischen Mai und August.

## Namensgebung
Die heute gültige Erstbeschreibung der Art als Enallagma hageni erfolgte 1863 durch Benjamin Dann Walsh. Das Artepitheton, aus dem auch der amerikanische Trivialname „Hagen’s Bluet“ abgeleitet ist, ehrt den preußischen Entomologen Hermann August Hagen, der einen Großteil seiner Arbeiten über nordamerikanische Kleinlibellen veröffentlichte, bevor er jemals in Amerika gewesen war. Die Benennung durch den Amateur-Entomologen Walsh, der außerdem eines von Hagens Manuskripten aus dem Französischen ins Englische übersetzte, erfolgte, bevor Hermann August Hagen nach Amerika kam, um dort an der Universität in Cambridge/Massachusetts und später an der Harvard-Universität zu lehren.